# Biston insularis
Biston insularis  är en fjärilsart som beskrevs av William Warren 1894. Biston insularis  ingår i släktet Biston och familjen mätare, Geometridae. Två underarter finns listade i Catalogue of Life, Biston insularis illucescens (Prout, 1928) och Biston insularis insularis (Warren, 1894).